# The Stranglers
I The Stranglers sono un gruppo musicale britannico punk rock fondato l'11 settembre 1974 a Guildford nel Surrey. In origine il nome del gruppo era The Guilford Stranglers. I componenti originari del gruppo sono il chitarrista e cantante Hugh Cornwell, il batterista Jet Black (Brian John Duffy), il bassista (e voce) Jean-Jacques Burnel e il tastierista e chitarrista Hans Warmling. Quest'ultimo verrà sostituito da Dave Greenfield neanche un anno dopo la formazione del gruppo. Nessuno dei componenti proviene da Guildford, dato che Black è originario di Ilford, Burnel di Notting Hill, Cornwell di Kentish Town e Greenfield di Brighton. Hans Warmling proveniva dalla Svezia, e lì fece ritorno dopo aver abbandonato il gruppo.
La loro carriera musicale iniziò con un sound sinistro, orientato al pub rock, che sfociò successivamente in altri stili musicali. Gli Stranglers sono associati al punk rock dagli inizi, probabilmente da quando nel 1976 fecero da gruppo spalla ai Ramones nel loro primo tour britannico. Il gruppo viene inoltre accostato alla new wave e al goth rock. Jean Jacques Burnel in un'intervista disse: "io mi considero certamente un punk-rocker". In un'altra intervista disse anche: "penso che gli Stranglers siano più punk di altri gruppi così considerati".

## Storia del gruppo

### 1977-1982

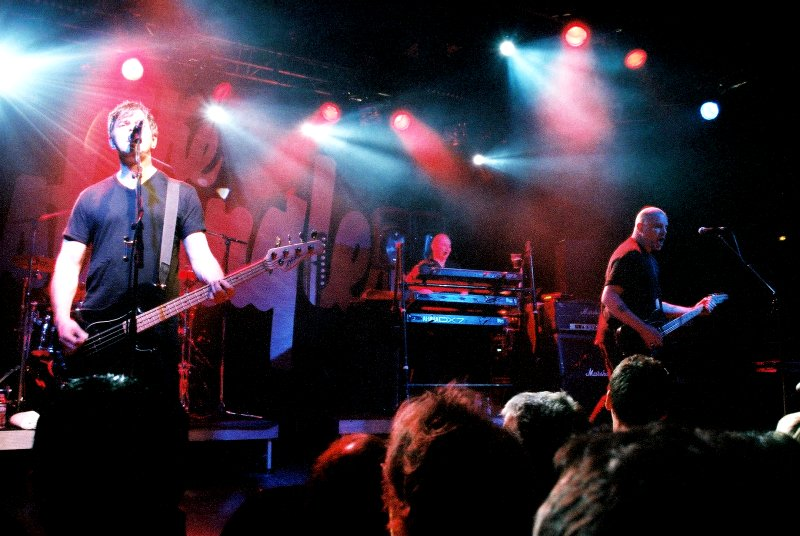
The Stranglers live @ Big Band Cafe - Herouville-Saint-Clair, 2007

I componenti del gruppo provenivano tutti da diverse esperienze musicali: Cornwell era un musicista blues prima di formare gli Stranglers, il bassista Jean Jacques Burnel era un chitarrista classico con esperienze di concerti con orchestre sinfoniche, Jet Black era un batterista jazz, e Dave Greenfield proveniva dal rock progressivo e suonava nelle basi militari in Germania. Uno dei loro punti fermi era una considerabile influenza da parte di gruppi di rock psichedelico del periodo pre-punk, come i Doors e i Music Machine.
Nonostante siano comunemente associati al punk rock, gli Stranglers non venivano considerati tali dagli altri gruppi della scena punk. Infatti gli Stranglers composero una serie di hit da top ten, come No More Heroes e Peaches, che collocò il gruppo all'interno della scena new wave. Gli stessi componenti del gruppo hanno più volte confermato di non considerarsi un gruppo punk, anche se i problemi con la legge ed il discreto seguito che ebbero dalle gang britanniche li collocano all'interno della scena punk. Un tour nel Regno Unito nel maggio del 1977 con il supporto dei London fece crescere la loro credibilità e il numero dei fan. La loro apparizione nel programma televisivo Rock Goes to College del 1978 dall'Università del Surrey creò un incidente. Il gruppo durante l'esibizione infatti abbandonò il palco distruggendo la strumentazione e insultando il pubblico. Il gruppo aveva inoltre dei testi che a volte trattavano di violenza contro le donne, e questo portò a proteste da parte dei movimenti femministi.
I loro primi album, in particolare Rattus Norvegicus (la copertina del disco presenta un interno di castello medioevale, con armature e teste di uccello impagliate alle pareti, dai cui anfratti spuntano le figure dei musicisti, mentre la parte interna presenta la silhouette del ratto che accompagnerà a lungo la band), No More Heroes (la copertina presenta una corona di fiori ed una lapide con inciso il titolo dell'album), Black and White (del quale fa parte il pezzo Death, Night and Blood, dedicata da Burnel al suo maestro di karate ucciso in un combattimento) vennero accolti bene dalla critica, nonostante in un primo momento abbiano ricevuto reazioni diverse, anche perché i testi avevano forti allusioni al sesso ed al razzismo. Il gruppo riuscì comunque ad impiegare un tipo di umorismo nei testi tale da far passare queste allusioni in secondo piano. Grazie a questi primi lavori gli Stranglers costruiranno un buon seguito di fan. Nell'album Rattus Norvegicus il nome del gruppo viene scritto come "The Stranglers IV". L'album doveva originariamente intitolarsi Dead on Arrival, ma all'ultimo momento il titolo venne cambiato nell'attuale Rattus Norvegicus.
L'album del 1979, The Raven, illustrava chiaramente la separazione del gruppo dal punk tradizionale per passare ad un suono più melodico e meno aggressivo. Le canzoni divennero musicalmente più complesse sia dal punto di vista musicale che da quello delle tematiche trattate. In The Raven infatti si affrontano diversi argomenti, tra i quali un viaggio solitario dei vichinghi, il vizio dell'eroina, l'ingegneria genetica, arrivando a trattare eventi politici del periodo riguardanti l'Iran e l'Australia.
L'album successivo, The Gospel According to the Meninblack, era un concept album che esplorava la religione e le supposte connessioni tra fenomeni religiosi e visitatori extraterrestri. L'album raggiunse la posizione 8 delle classifiche britanniche, la posizione più bassa fino al momento, fatto che portò il disco ad essere considerato un fallimento artistico e commerciale nel 1980.
Il gruppo si riprese comunque con l'album La Folie del 1981, anche se il disco non ebbe buoni riscontri immediatamente dopo la pubblicazione. La Folie era un altro concept album, che questa volta approfondiva il tema dell'amore. Il disco contiene l'hit Golden Brown. All'inizio La Folie entrò in classifica in una posizione più bassa di qualsiasi altro album degli Stranglers, ed il primo singolo estratto, Let Me Introduce You to the Family, si posizionò solamente al numero 41. La casa discografica con il quale il gruppo era sotto contratto, la EMI, comunicò loro di non essere contenta delle vendite dell'album e del singolo, aggiungendo che se non si poneva rimedio alla situazione il gruppo avrebbe presto dovuto cercare una nuova casa discografica. Venne allora pubblicato il singolo Golden Brown, il singolo di maggior successo degli Stranglers, che si posizionò al numero 2 delle classifiche britanniche, e fu anche il singolo con il maggior numero di vendite della EMI per diversi anni. La Folie rientrò in classifica arrivando alla posizione 11 delle classifiche britanniche. La EMI visti i risultati di vendita sia del singolo che dell'album ritornò sui suoi passi, concedendo ancora fiducia al gruppo.
Il singolo successivo fu identificato in Tramp, ma venne invece scelto La Folie, dopo che Jean Jacques Burnel convinse i suoi compagni del potenziale della canzone. La Folie arrivò però solamente alla posizione 47. Dopo questo insuccesso gli avvocati del gruppo trovarono la maniera per sciogliere il contratto con la EMI. Gli Stranglers informarono immediatamente la casa discografica della loro intenzione di rescindere il contratto. La rescissione costrinse però il gruppo alla pubblicazione di una raccolta dei brani di maggior successo intitolata The Collection 1977-1982. La raccolta includeva anche il singolo Strange Little Girl, che rappresentava una scelta azzardata dato che la registrazione era un demo che venne consegnato alla EMI prima della firma del contratto (la EMI rifiutò di mettere sotto contratto il gruppo anni prima sulla base proprio di questo demo). Paradossalmente, al contrario dell'opinione della casa discografica di alcuni anni prima, il pezzo divenne una hit posizionandosi al numero 7.

### 1983-1990

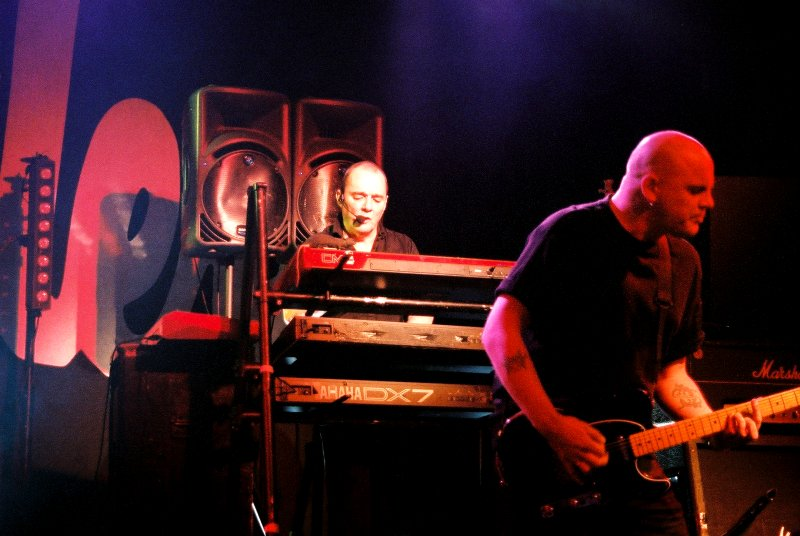
The Stranglers live @ Big Band Cafe - Herouville-Saint-Clair, 2007

Nel 1983 gli Stranglers pubblicano il primo album per la Epic Records, Feline, album che contiene il pezzo European Female che si posizionerà al numero 9 delle classifiche inglesi. Anche questo album riscuoterà un buon successo di critica e commerciale, nonostante le vendite siano inferiori al precedente La Folie. Feline è anche il primo album degli Stranglers in cui Jet Black inizierà ad utilizzare la batteria elettronica.
Nel 1984 viene pubblicato Aural Sculpture, con il pezzo Skin Deep che raggiunge la top 20 inglese e la top 30 olandese. Anche in questo album troviamo un'innovazione, e cioè la presenza di una sezione fiati composta da 3 elementi che sarà sempre presente in studio e dal vivo dal 1990 in poi, anno dell'abbandono del gruppo da parte di Hugh Cornwell.
Due anni dopo, nel 1986, viene pubblicato Dreamtime. Il disco tratta principalmente dei problemi dell'ambiente, e contiene il pezzo Always the Sun che sarà numero 15 in Francia, numero 30 nel Regno Unito e numero 35 nei Paesi Bassi. Dreamtime è anche l'unico album degli Stranglers che entrerà in classifica negli Stati Uniti.
Il 1990 vedrà l'abbandono del gruppo da parte di Hugh Cornwell per seguire la carriera solista. L'ultimo album del gruppo insieme a Cornwell è 10. Il disco venne registrato con l'intenzione di raggiungere lo status di "cult band" negli Stati Uniti. Dopo il successo della cover dei Kinks All Day and All of the Night (che raggiunse la posizione numero 7 delle classifiche inglesi dei singoli), gli Stranglers decisero di pubblicare il pezzo 96 Tears come primo singolo estratto da 10. Il singolo arriverà alla posizione 17 delle classifiche inglesi. Nonostante il successo del primo singolo, quello successivo non avrà la stessa fortuna. Sweet Smell of Success infatti arriverà a piazzarsi solamente alla posizione 65 delle classifiche inglesi. Man of the Earth fu designato come terzo singolo estratto da 10, ma la Epic Records decise di non pubblicarlo dato che il gruppo non riuscì ad andare in tour negli Stati Uniti. Benché registrato per riuscire ad attirare l'audience statunitense, 10 sarà un insuccesso, e questo sarà uno dei motivi per il quale Cornwell abbandonerà il gruppo.
Dopo i Depeche Mode, dal 1990 gli Stranglers sono il gruppo che ha piazzato più singoli nelle classifiche inglesi (28) di qualsiasi altro artista senza aver mai raggiunto la prima posizione.

### Dal 1990 in poi

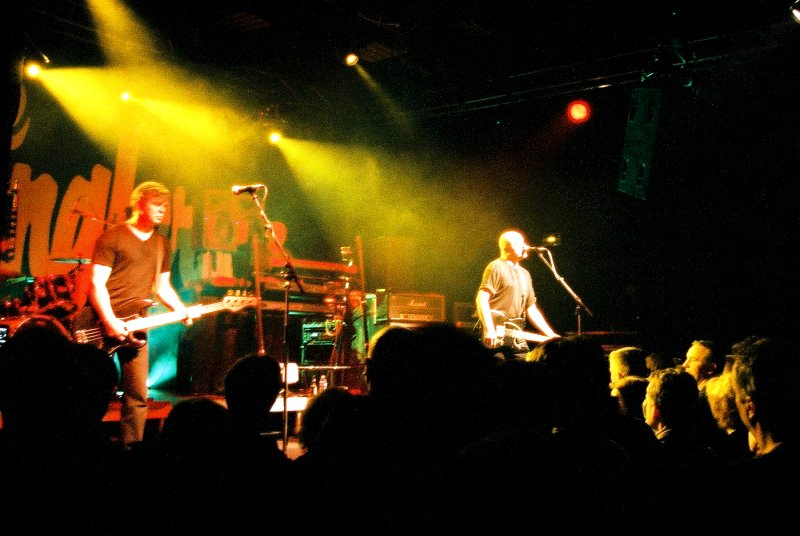
The Stranglers live @ Big Band Cafe - Herouville-Saint-Clair, 2007

Nell'agosto del 1990, Hugh Cornwell, membro fondatore degli Stranglers, lasciò il gruppo per iniziare la carriera solista. Nella sua autobiografia cita tra i motivi dell'abbandono, il fatto che sentisse che il gruppo avesse perso la sua forza creativa. Durante la sua carriera solista, Cornwell ha pubblicato oltre quindici album, ed ha inoltre pubblicato tre libri, uno che parla della sua detenzione in carcere per possesso di droga, uno che vuole essere una sorta di guida alla discografia degli Stranglers, e per ultimo la sua autobiografia. Il gruppo sostituì Cornwell con John Ellis, ex componente dei Vibrators, gruppo che aveva già fatto da supporto agli Stranglers negli anni settanta. Ellis aveva già sostituito Cornwell nel periodo in cui egli fu imprigionato nei primi anni ottanta, ed aveva anche collaborato con Burnel e Greenfield nel loro progetto parallelo Purple Helmets, oltre ad aver partecipato come chitarrista turnista nei concerti nel periodo precedente l'abbandono di Cornwell. Per un breve periodo Burnel ed Ellis si alternarono alla voce, fino al momento in cui il gruppo decise di far entrare in formazione Paul Roberts.
L'interesse per gli Stranglers ritornò quando nel 2001 la cantante Tori Amos incise una cover di Strange Little Girl, oltre ad intitolare l'album in cui è presente la cover con lo stesso titolo. Golden Brown venne utilizzato nella colonna sonora del film Snatch - Lo strappo del regista Guy Ritchie e nel film australiano E morì con un felafel in mano ; recentemente è utilizzata molto spesso in molti servizi anche nella trasmissione italiana delle iene. Il pezzo No More Heroes venne inciso dai Violent Femmes ed utilizzato nella colonna sonora del film Mystery Men. Peaches infine venne utilizzata nel film britannico Sexy Beast - L'ultimo colpo della bestia del regista Jonathan Glazer.
Nel 2004, anno in cui venne pubblicato l'album Norfolk Coast, il gruppo ebbe un ritorno di interesse da parte della critica e del pubblico. Questo coincise anche con l'ingresso nella top 40 del pezzo Big Thing Coming, il primo pezzo degli Stranglers che rientrava in classifica dopo circa 14 anni. Il tour per la promozione di Norfolk Coast ebbe un buon successo, registrando il tutto esaurito in diverse date. L'album successivo, Suite XVI, venne pubblicato nel settembre 2006. Il titolo è un gioco di parole che vuole intendere Sweet 16 e si riferisce allo stesso tempo al fatto che questo è il sedicesimo album in studio del gruppo.
Il pezzo Peaches fa parte della colonna sonora del videogioco Driver: Parallel Lines, mentre Midnight Summer Dream è presente nel gioco della BBC Micro Spellbinder.
Nel maggio del 2006 Paul Roberts ha lasciato il gruppo. Attualmente il ruolo di cantante viene ricoperto principalmente dal chitarrista Baz Warne, oltre a Burnel, che canta in diversi pezzi dal vivo.
Dopo una parentesi di qualche anno, nella quale il gruppo pubblica la raccolta Decades Apart contenente due brani inediti, il 5 marzo 2012 vede la luce Giants, il diciassettesimo album della band.

## Stile musicale
Il gruppo nel corso della sua carriera artistica ha adottato principalmente sonorità punk rock con influenze gothic rock e new wave nel proprio bagaglio musicale, tuttavia differenziandosi per un canone compositivo più vicino al rock classico che ai gruppi punk assolutamente puri, con una chiara influenza ricevuta da gruppi psichedelici di fine anni sessanta come i Doors, che si nota, specialmente nei primi album, in numerosi passaggi strumentali delineati dalle tastiere di Greenfield. Sono presenti inoltre esperimenti come il brano Golden Brown, una ballata in stile valzer con riferimenti alla musica barocca.

## Formazione

### Attuale
- Baz Warne - voce, chitarra (2000-presente)
- Jean-Jacques Burnel - basso, voce (1974-presente)
- Toby Hounsham - tastiere (2020-presente)

### Membri precedenti
- Hugh Cornwell - voce, chitarra (1974-1990)
- Paul Roberts - voce (1990-2006)
- John Ellis - chitarra (1990-2000)
- Dave Greenfield - tastiere (1975-2020, deceduto)
- Hans Warmling - tastiere, chitarra (1974-1975)
- Jet Black - batteria (1974-2022, deceduto)

## Discografia

### Album in studio
- 1977 - Rattus Norvegicus
- 1977 - No More Heroes
- 1978 - Black and White
- 1979 - The Raven
- 1981 - The Gospel According to the Meninblack
- 1981 - La Folie
- 1982 - Feline
- 1984 - Aural Sculpture
- 1986 - Dreamtime
- 1990 - 10
- 1992 - Stranglers in the Night
- 1995 - About Time
- 1997 - Written in Red
- 1998 - Coup de Grace
- 2004 - Norfolk Coast
- 2006 - Suite XVI
- 2012 -  Giants
- 2021 - Dark Matters

### Album dal vivo
- 1979 - Live (X Cert)
- The Early Years '74 '75 '76 Rare Live and Unreleased
- Access All Areas
- All Live and All of the Night
- Saturday Night, Sunday Morning
- Live at the Hope and Anchor
- Friday The Thirteenth
- Live at the Hammersmith Odeon '81
- 5 Live 01
- Live at the Apollo
- Apollo Revisited
- The Stranglers & Friends Live in Concert
- Coast to Coast: Live on Tour

### Raccolte
- The Collection 1977-1982
- Off The Beaten Track
- Rarities
- Singles (The UA Years)
- Greatest Hits 1977-1990
- All Twelve Inches
- Strangled From Birth and Beyond
- The Sessions
- The Hit Men
- The Collection
- The Best of the Epic Years
- The Masters
- Collection
- Hits Collection
- Hits & Heroes
- Always the Sun
- The Stranglers
- Lies and Deception
- Peaches: The Very Best of The Stranglers
- The Rarities
- Out of the Black
- Sweet Smell of Success - Best of the Epic Years
- Live 'n' Sleazy
- Miss You
- Gold
- The Very Best of the Stranglers
- Decades Apart